# アーチ・ゲティ
ジョン・アーチボルド・ゲティ III (John Archibald Getty III、1950年11月30日 - 2025年5月19日) は、アメリカの歴史家で、カリフォルニア大学ロサンゼルス校(UCLA) の教授でありロシア・ソビエト連邦の歴史を専門とする。

## 経歴
ルイジアナ州で生まれ、オクラホマ州で育った。1972 年にペンシルバニア大学で学士号、1979年にボストンカレッジで博士号を取得。カリフォルニア大学リバーサイド校で教授を務めた後、UCLA に移った。ゲティはジョン・サイモン・グッゲンハイム・フェローであり、ロシア国立人文大学(モスクワ) のリサーチ・フェローであり、コロンビア大学ハリマン研究所 およびハーバード大学デービス センターのシニア・フェローを務めている。また、モスクワのロシア科学アカデミーの上級客員研究員であった。
2025年5月19日に死去。

## 調査・研究、考察、討論
第二次世界大戦後と冷戦期の学術的なソヴィエト学は、ヨシフ・スターリンの権力の絶対性を強調するソ連の「全体主義モデル」に支配されていた。1960年代に始まった「修正主義学派」は、より高いレベルで政策に影響を与える可能性のある比較的自律的な機関に焦点を当てた。
マット・レノエは、「修正主義学派」について、「世界征服を企む全体主義国家としてのソ連という古いイメージは単純化されすぎているか、単に間違っていると主張する人々」を代表している。彼らは社会史に関心を持ち、共産党指導部は社会的勢力に適応しなければならなかったと主張する傾向があった」。ゲティは、政治学者カール・ヨアヒム・フリードリッヒが概説した、ソ連がスターリンのような「偉大な指導者」の個人崇拝とほぼ無制限の権限を持つ全体主義体制であったとする従来のソ連の歴史に対するアプローチに挑戦した多くの「修正主義学派」歴史学者の一人である 。
ゲティは、1985年に出版した著書『大粛清の起源』の中で、ソビエトの政治体制は中枢から完全に統制されているわけではなく、スターリンは政治的出来事が起きたときにのみ対応したと述べている。
この本は、ロバート・コンクエストの作品への挑戦であり、「全体主義モデル派」と「修正主義学派」の間の議論の一部であった。この本の追記で、ゲティはまた、スターリンが大粛清のキャンペーンを正当化するためにセルゲイ・キーロフの殺害を組織したという以前に発表された調査結果に疑問を投げかけた。ゲティは、スターリンの支配を独裁的ではあるが全体主義的ではないと見なした。なぜなら、後者は存在しない行政的および技術的有効性を要求したからである。
「全体主義モデル派」の歴史家は、ゲティなどの「修正主義学派」はスターリンを免罪しているとして反対し、彼らがテロを軽視していると非難した。レノエは、「ゲティはテロに対するスターリンの最終的な責任を否定しておらず、彼はスターリンの崇拝者でもない」と答えた  。1980 年代の討論では、亡命者から情報の使用とキーロフ殺害のスターリンの操作に対する主張が、双方の立場に組み込まれるようになった。 1932 年から 1933 年にかけてのソビエトの飢饉に関する征服の研究、特に『悲しみの収穫』のレビューで、ゲティはスターリンとソビエト政治局が主要な役割を果たしたと書いているが、「周りにはたくさんの責任がある、それは、政策を実行した何万人もの活動家や役人、そして動物を屠殺し、畑を焼き、抗議して耕作をボイコットすることを選んだ農民によって共有されなければならない」。
1987 年にロンドン・レビュー・オブ・ブックス( LRB ) に寄稿したロバート・コンクエストの著書に対する書評では次のように書いている。「コンクエストの仮説、情報源、証拠は新しいものではない。実際、彼自身は2年前、アメリカン・エンタープライズ研究所の主催する著作で初めて自分の見解を打ち出した。しかし、意図的な飢饉の話は、冷戦以来、西側諸国のウクライナ人移民にとって信仰の対象になってきた。... したがって、コンクエストの著書は、亡命した民族のサークル以外の超党派の学者には一般に受け入れられてこなかった理論に、一定の学問的信頼性を与えることになる。『悪の帝国』的な言説を持つ今日の保守的な政治状況において、この本は非常に人気が出るだろう」。同じLRBの記事でゲティは、「修正主義派」のボトムアップ・アプローチに沿ったこの出来事について自分の解釈を述べた。
ソビエト連邦の崩壊とロシア連邦国立公文書館の公文書の公開により、議論の一部は熱を失い、 「全体主義モデル派」と「修正主義学派」が総合されて「ポスト修正主義学派」になった。
ゲティは、リン・ヴィオラとともに公文書を研究している最も活発な西洋の歴史家の1人である。ゲティらによる公文書を用いた1993年の研究では、合計1，053，829人が、1934年から1953年までに強制収容所において死亡したと示された。1993 年の研究でゲティは、ソ連の公文書館が公開されたことで、「修正主義学派」の学者たちの低い見積もりの正当性が証明されたと書いている。

一方的なヒエラルキープロセスによる全体主義の分析よりも、ソ連の中央権力に対抗する官僚機構やその他の専門家集団に対してある程度の自律性を持ち、抵抗する幅広い社会の意志と力についてのゲティの分析に反対する人はほとんどいません。独裁的な指導者は、無防備な受動的な人口に暴力を行使しました。スターリンを強力でありながら競合する利益や権力の配列の中で働かなければならない、全能者でもマスタープランナーでもない残酷だが普通の人間であるという彼の分析は、ハンナ・アーレントによって説明された陳腐な悪の代表として説明されてきた。

## 著書・論文・評論

### 書籍
- ロバータ・トンプソン・マニング 共編 『スターリン主義者のテロ：新たな視点』 ケンブリッジ大学出版局、1993年、ISBN 0-521-44670-8
- オレグ・V.ナウーモフ 共著 『ロシア現代史文書保存研究センター研究ガイド』 ピッツバーグ大学ロシア・東ヨーロッパ研究センター、1993年、ISBN 99944-868-6-1
- 『大粛清の起源: 再考されたソビエト共産党 1933 - 1938 年(第9重版版）』 ケンブリッジ大学出版局、1996年[1985年初版]、ISBN 0-521-33570-1
- オレグ・V.ナウーモフ 共著 『大粛清への道 ソ連極秘資料集 スターリンとボリシェヴィキの自壊 1932-1939年』 イェール大学出版局、1999年、ISBN 0-3-00-09403-5
  - 川上洸、萩原直 共訳 『大粛清への道 ソ連極秘資料集 スターリンとボリシェヴィキの自壊 1932-1939年』 大月書店、2001年、ISBN 4272530380
- 『スターリンの「鉄の拳」:ニコライ・エジョフの時代と生涯』 イェール大学出版局、2008年、ISBN 0-300-09205-9
- 『スターリン主義の実践：ボリシェヴィキ、ボヤール、そして伝統の持続性』 イェール大学出版局、2013年、ISBN 0-300-16929-9

### 論文・記事
- 『亡命者トロツキー：第四インターナショナルの創設』ソビエト研究 XXXVIII(1)、1986年1月、pp.24–35
- ガボール・T.・リッタースポーン、 ヴィクトル・ゼムスコフ 共著 「戦前のソ連の刑罰制度の犠牲者：アーカイブ証拠に基づく最初のアプローチ」 アメリカン歴史レビュー 98(4)、1993年10月、pp.1017–1049.
- 「彼らの影を恐れる：ボルシェビキの恐怖への訴え、1932 ～1938年」ヒルダーマイヤー・マンフレッド、 エリザベート・ミュラー＝ルックナー 共編、「第二次世界大戦前のスターリン主義 (研究の新しい道)」、De Gruyter Oldenbourg、1998年
- 「スターリン中央委員会におけるサモクリティカの儀式、1933年から1938年」.ロシアン・レビュー 58 (1)、1999年1月、pp.49–70
- 「エジョフ氏はモスクワに行く：スターリン主義の警察署長の台頭」.夫では、ウィリアム、エド。現代ロシアにおける人間の伝統。ローマン＆リトルフィールド、2000年、pp.157–174。
- 「過剰は許されない：」1930年代後半の大量テロ作戦とスターリン主義の統治」.ロシアン・レビュー、16 (1)、2002年1月、pp.112–137
- サラ・デイビス（英語版）、ジェームズ・ハリス 共編「首相としてのスターリン 権力と政治局」 スターリン: 新しい歴史。ケンブリッジ大学出版局、2005年、pp.83–107。